# ГЕС Манджил (Сефідруд)
ГЕС Манджил (Сефідруд) — гідроелектростанція на північному заході Ірану. Використовує ресурс із річки Сефідруд, яка тече з гір Гіляна до Каспійського моря.
У межах проекту річку перекрили бетонною контрфорсною греблею висотою 106 метрів, довжиною 425 метрів та шириною по основі 106 метрів. Вона утримує водосховище з площею поверхні 56 км2, яке витягнулось двома затоками довжиною 25 км та 13 км по долинах витоків Сефідруд річок Ghezelozan та Шахруд. Цей резервуар з припустимим коливанням рівня поверхні між позначками 240 та 276 метрів НРМ первісно мав об'єм у 1765 млн м3, проте станом на середину 2010-х через нанесення осаду цей показник зменшився на 40 % до 1,1 млрд м3.
Пригреблевий машинний зал обладнано п'ятьма турбінами типу Френсіс потужністю по 17,5 МВт, які працюють при напорі у 63 метри.